# Abetina di Rosello e Cascate del Rio Verde
Abetina di Rosello e Cascate del Rio Verde este o arie protejată (arie specială de conservare — SAC, sit de importanță comunitară — SCI, arie de protecție specială avifaunistică — SPA) din Italia întinsă pe o suprafață de 2.012 ha, integral pe uscat.

## Localizare
Centrul sitului Abetina di Rosello e Cascate del Rio Verde este situat la coordonatele 41°53′32″N 14°22′14″E / 41.892222°N 14.370556°E.

## Înființare
Situl Abetina di Rosello e Cascate del Rio Verde a fost declarat arie de protecție specială avifaunistică în decembrie 2019 pentru a proteja 22 de specii de animale. Alte tipuri de protecție:
- sit de importanță comunitară (în mai 2004)
- arie specială de conservare (în decembrie 2018)[1][3][4]

## Biodiversitate
Situată în ecoregiunea mediteraneană, aria protejată conține 13 habitate naturale: Păduri pe pante, grohotișuri și ravene de Tilio-Acerion, Păduri de fag din Apenini cu Abies alba și păduri de fag cu Abies nebrodensis, Izvoare petrifiante cu formare de travertin (Cratoneurion), Pajiști uscate seminaturale și facies de acoperire cu tufișuri pe substraturi calcaroase (Festuco-Brometalia) (* situri importante pentru orhidee), Pseudostepă cu ierburi și specii anuale de Thero-Brachypodietea, Păduri ilirice de stejar și carpen (Erythronio-Carpinion), Formațiuni de Juniperus communis pe lande sau pajiști calcaroase, Fânețe de joasă altitudine (Alopecurus pratensis, Sanguisorba officinalis), Râuri mediteraneene cu debit intermitent, cu specii de Paspalo-Agrostidion, Păduri de fag din Apenini cu Taxus și Ilex, Râuri mediteraneene cu debit permanent cu specii de Paspalo-Agrostidion și galerii riverane de Salix și de Populus alba, Păduri de Abies alba din Apeninii sudici, Râuri de munte și vegetația lor lemnoasă cu Salix elaeagnos.
La baza desemnării sitului se află mai multe specii protejate:
- păsări (13): uliu porumbar (Accipiter gentilis), mierla de apă (Cinclus cinclus), ciocănitoare cu spate alb (Dendrocopos leucotos), ciocănitoare neagră (Dryocopus martius), șoim călător (Falco peregrinus), șoimul rândunelelor (Falco subbuteo), muscar-gulerat (Ficedula albicollis), sfrâncioc roșiatic (Lanius collurio), Leiopicus medius, gaia roșie (Milvus milvus), mierlă de piatră (Monticola saxatilis), viespar (Pernis apivorus), mărăcinar (Saxicola rubetra)
- amfibieni (3): Bombina pachypus, Salamandrina terdigitata, Triturus carnifex
- mamifere (3): lupul (Canis lupus), liliac cu urechi mari (Myotis bechsteinii), urs brun (Ursus arctos)
- nevertebrate (1): Austropotamobius pallipes
- pești (1): salmo cettii (Salmo cetti)
- reptile (1): șarpele cu patru dungi (Elaphe quatuorlineata)

Pe lângă speciile protejate, pe teritoriul sitului au mai fost identificate 10 specii de plante, 2 specii de amfibieni, 3 specii de mamifere.